# Patrick Duffy (Shorttracker)
Patrick Duffy (* 7. Juli 1991 in Oakville) ist ein kanadischer Shorttracker.

## Werdegang
Duffy trat erstmals im Februar 2011 bei den Juniorenweltmeisterschaften in Courmayeur in Erscheinung. Dort gewann er mit der Staffel über 3000 m die Bronzemedaille. Sein Debüt im Weltcup hatte er im Februar 2012 in Dordrecht und belegte dabei den 22. Rang über 1500 m. In der Saison 2014/15 erreichte er in Shanghai mit dem dritten Platz in der Staffel seine erste Podestplatzierung im Weltcup. Ebenfalls in der Saison errang er in Seoul mit der Staffel den zweiten Platz und in Erzurum über 1000 m den dritten Rang. Seine besten Platzierungen bei den Weltmeisterschaften 2015 in Moskau waren der 11. Platz über 1000 m und der siebte Rang mit der Staffel über 5000 m. Die Saison beendete er auf dem achten Rang im Weltcup über 1000 m. Zu Beginn der Saison 2015/16 holte er mit der Staffel in Toronto seinen ersten Weltcupsieg. Es folgten in der Saison drei dritte Plätze mit der Staffel im Weltcup. In der folgenden Saison kam er bei sechs Weltcupstarts zweimal unter die ersten Zehn, darunter Platz drei über 1000 m in Gangneung.

## Weltcupsiege im Team
| Nr. | Datum            | Ort       |
| --- | ---------------- | --------- |
| 1.  | 8. November 2015 | Toronto 1 |

## Persönliche Bestzeiten
- 500 m      40,810 s (aufgestellt am 19. September 2014 in Calgary)
- 1000 m    1:22,991 min. (aufgestellt am 15. September 2012 in Calgary)
- 1500 m    2:12,571 min. (aufgestellt am 20. September 2014 in Calgary)
- 3000 m    4:56,263 min. (aufgestellt am 17. November 2013 in Montreal)